# Johann Hartwig Ernst von Bernstorff
Pour les articles homonymes, voir von Bernstorff.
Le comte Johann Hartwig Ernst von Bernstorff (13 mai 1712, Hanovre – 18 février 1772) est un homme d'État danois.

## Biographie
Issu d'une famille de la noblesse allemande du Schleswig-Holstein, il se fixe de bonne heure à la cour du Danemark. Après avoir été employé dans diverses ambassades, il est placé par Frédéric V à la tête des affaires étrangères. Grâce à sa diplomatie pacifique, il évite l'implication du Danemark dans la Guerre de Sept Ans (1756 – 1763), négocie le traité de commerce de 1756 avec l'Empire ottoman, attire dans le pays des artistes étrangers, favorise le commerce maritime, crée presque la marine marchande, et protège les arts et la science. En 1770, quatre ans après la mort du roi, Johann Friedrich Struensee ayant été mis à la tête du conseil, Bernstorff se retire à Hambourg. Après la chute de Struensee, il est rappelé : il allait se rendre à Copenhague lorsqu'il meurt en 1772.